# ثورة 1935
كانت احتجاجات 1935–1936 في مصر ثورة وطنية وانتفاضة جماهيرية ضد الحكم البريطاني لمصر وتظاهرات طلابية تطالب بالاستقلال بعد خطط ضم كل مصر وتوقيع معاهدة سلام، ولكون دستور 1923 كان غير قابل للتطبيق. اندلعت المظاهرات الضخمة وأعمال الشغب المؤيدة للديمقراطية في البداية كموجة من الاحتجاجات الوطنية والعصيان المدني ضد حكومة المقاطعة وقاومت حكم البريطانيين. قوبلت الإضرابات الجامعية المؤيدة للحرب والاحتجاجات المناهضة لبريطانيا في نوفمبر 1935 بالقوة المفرطة، مثل الذخيرة الحية والرصاص المطاطي. استمرت الاحتجاجات المناهضة لبريطانيا والمعارضة الديمقراطية للحكومة وتصاعدت إلى أعمال شغب وتضاعفت لتصبح ثورة واسعة النطاق، مع اندلاع القتال بين المتظاهرين والجيش. عمت الاحتجاجات الجماهيرية جميع أنحاء البلاد في يناير وفبراير، رغم القمع العنيف. لقد تم استنكار الضربات واسعة النطاق في جميع أنحاء مصر، مثل حلوان والغردقة وبورسعيد. كانت الاحتجاجات أول انتفاضة وطنية منذ الثورة المصرية عام 1919 والأكثر عنفًا وشعبية منذ ذلك الحين. قُتل أكثر من 100 متظاهر في الاشتباكات والقمع المكثف والاشتباكات بين الحشود والجيش أثناء محاولات إخماد الانتفاضة الجماهيرية.